# الفرقاطة سهند

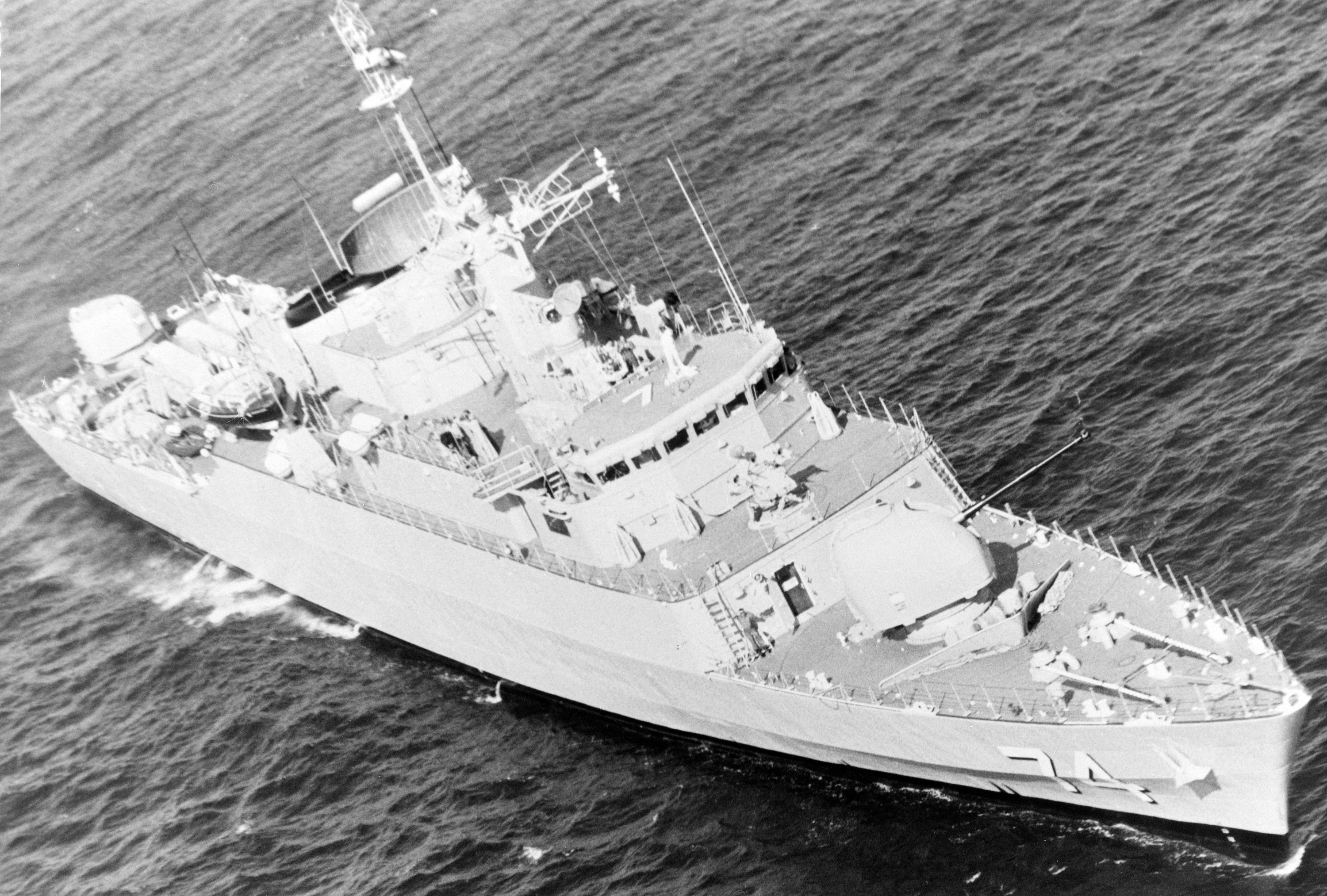
الفرقاطة سهند

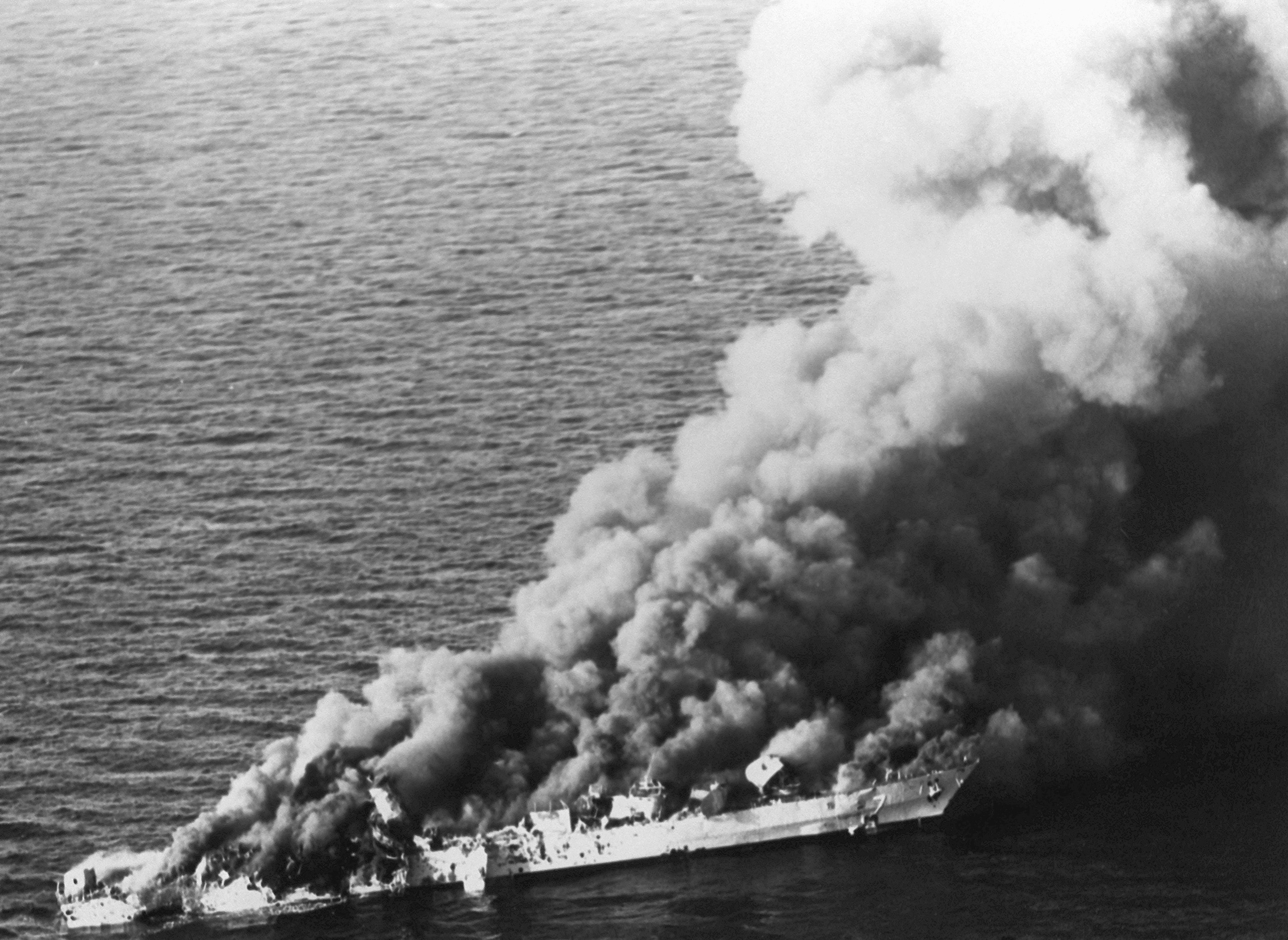
الفرقاطة سهند تحترق بعد أن ضربت بصواريخ البحرية الأمريكية أبريل 1988

سهند فرقاطة إيرانية طلبتها البحرية الإيرانية كجزء من طلبية تشمل 3 فرقاطات أخرى (الوند، البرز، سبلان) من نوع فوزبر مارك 5 صنعت الفرقاطات من قبل شركتي فيكرز وفوزبر ثروني كروفت البريطانيتين في الستينيات، أنجزت سهند عام 1969 ودخلت في خدمة البحرية الإيرانية.
يبلغ طول الفرقاطة 94.5 متر بحمولة إجمالية تبلغ 1,540 طن سلحت بـ 5 صواريخ سي كيلر (بالإنجليزية: Sea Killer)‏ مضادة للسفن ومدفع بحري عيار 115 مم بالإضافة 2 أنبوب طوربيد سعة 12.75 إنش.
أغرقت الفرقاطة في أبريل 1988 بعد أن ضربت بصاروخين هاربون من قبل القوات الأمريكية كرد على مهاجمة إيران ناقلات النفط الكويتية التي كانت ترفع الأعلام الأمريكية. وقد سُميت مدمرة سهند (2012) لذكرى هذه الفرقاطة المدمرة ولكنها غرقت "جُزئيا" بحادث عام 2024 أيضا.